# 新宿区立市谷小学校
新宿区立市谷小学校（しんじゅくくりつ いちがやしょうがっこう）は、東京都新宿区市谷山伏町にある公立小学校。

## 概要
なお地名と同様、市谷が正式な表記である。大久保通りにも面した、外壁の赤レンガが有名である。
総合的な学習の時間の一環として、体育館に電話回線を引き、国立極地研究所を経由してテレビ電話により南極と交信し南極越冬隊の人々のくらしや生き方を勉強し、南極の理解を深める授業が行われたことがある。
かつて、岩手県一関市（旧花泉町）立金沢小学校とずんだもち交流を行っていた（現在は金沢小が併合されたため行っていない）。すぐ向かい側にある特別養護老人ホーム「あかね苑」との交流を教育の一環として取り入れている。

## 沿革
東京市市谷尋常小学校として開校。1906年10月7日を開校記念日とし、2005年度に開校100周年となった。2020年度に開校115周年となった。
- 1906年（明治39年）5月 - 授業開始。
- 1941年（昭和16年）4月1日 - 国民学校令により、東京市市谷国民学校に改称。
- 1943年（昭和18年）7月1日 - 東京都制により、東京都市谷国民学校に改称。
- 1947年（昭和22年） - 東京都牛込第三小学校に改称。
- 1948年（昭和23年） - 東京都新宿区立市谷小学校に改称。
- 2020年（令和2年）と2021年(令和3年)　、2022年（令和4年）、2023年(令和5年)の運動会は学年別になった。

小学校の児童数と教員数
| 年度     | 児童総数 | 1年生 | 2年生 | 3年生 | 4年生 | 5年生 | 6年生 | 教員数 | 職員数 |
| -------- | -------- | ----- | ----- | ----- | ----- | ----- | ----- | ------ | ------ |
| 平成25年 | 517人    | 71人  | 83人  | 90人  | 81人  | 86人  | 106人 | 27人   | 3人    |
| 平成26年 | 472人    | 66人  | 70人  | 79人  | 88人  | 83人  | 86人  | 25人   | 3人    |
| 平成27年 | 466人    | 86人  | 63人  | 70人  | 75人  | 89人  | 83人  | 22人   | 4人    |
| 平成28年 | 456人    | 80人  | 83人  | 61人  | 70人  | 72人  | 90人  | 25人   | 3人    |
| 平成29年 | 433人    | 76人  | 76人  | 83人  | 55人  | 71人  | 72人  | 24人   | 4人    |
| 平成30年 | 452人    | 76人  | 79人  | 75人  | 86人  | 61人  | 75人  | 25人   | 4人    |
| 令和元年 | 484人    | 94人  | 79人  | 83人  | 78人  | 89人  | 61人  | 28人   | 4人    |
| 令和2年  | 501人    | 83人  | 92人  | 77人  | 80人  | 82人  | 87人  | 27人   | 4人    |
| 令和3年  | 478人    | 72人  | 84人  | 93人  | 74人  | 76人  | 79人  | 27人   | 2人    |
| 令和4年  | 493人    | 105人 | 68人  | 81人  | 89人  | 77人  | 73人  | 28人   | 2人    |
| 令和5年  | 499人    | 89人  | 99人  | 68人  | 81人  | 85人  | 77人  | 27人   | 3人    |

## 交通
最寄り駅は都営地下鉄大江戸線牛込柳町駅・東京メトロ東西線神楽坂駅。

## 著名な出身者
- 宇佐美洵
- 山田英雄
- 中村メイコ
- 丹呉泰健
- 大井和郎
- 扇崎秀薗(藤田伊昭）
- 藤沢里菜
- 山崎泰